# Némäti Kálmán
Némäti Kálmán, névváltozatok: Németi, Némethi (Szécsény, 1855. szeptember 23. – Budapest, 1920. február 15.) tanár, író, postatanácsos, könyvtárnok, őstörténet-kutató. Ő szerkesztette az első magyar-török, török-magyar szótárat. Emléktábláját 1990-ben avatták a szécsényi főtéri postánál.

## Életpályája
Balassagyarmaton, majd Selmecbányán járt gimnáziumba. A VI. osztálytól Farnadra ment segédlevitának egy évre, majd két évig a losonci tanítóképző növendéke volt. Innét visszatért Selmecre, ahol két év alatt tanulmányait befejezte és érettségi vizsgát tett. Zsivora György pártfogásával Artner Kálmán ügyvéd családjánál nevelő volt, mellette bölcsészettudományt tanult a Pesti Egyetemen, ahol 1879-ben tanárként végzett. Ezután nevelőtanárként dolgozott és magyar-őstörténeti kutatásokat folytatott. Nevelői működését Zichy János grófnak János fia mellett fejezte be. Több mint tíz nyelven megtanult (beszélt németül, angolul, franciául, latinul, görögül, oroszul, tótul [szlovák], törökül és mongolul, később pedig a kínai nyelvet tanulta). Az ismeretlen nyelvű Rohonci-kódex jeleit rendszerbe foglalta 1889-ben megjelent tanulmányában. 
1889 áprilisától a nyers vegetáriánus életmódra adta magát és a nyerskoszt, továbbá a böjt propagátoraként lépett fel. Minden főtt vagy sült ételtől tartózkodott, később lemondott a tej, tojás és sajt élvezetéről is. Ismerősei és rokonai bolondnak nézték, és miután nem kapott alkalmazást, a mátrai Csörgő-lyuk barlangba vonult vissza a világtól. Két éven át, 1889–1891 között élt ott remeteként, saját készítésű ruhákban járva és vadon nőtt gyümölcsökkel és nyers gyökerekkel táplálkozva. A környékbeli emberek időnként felkeresték, hallgatták beszédeit és ellátták búzával, gyümölccsel és kenyérrel. 
Visszatérve a civilizációba, 1894-től írnokként dolgozott. A fizetése egynegyedéből ruházkodott, táplálkozott és írószereit fedezte, a kétharmadából pedig édesanyját segítette és fizette még régi adósságait és munkáinak kinyomatási költségeit. Később a szécsényi főpostán könyvtárőrként, majd a budapesti főpostán dolgozott, de táplálkozási életmódját továbbra is szigorúan megtartotta, sokszor csak búzaszemekkel táplálkozott.
Két művet is írt táplálkozási nézeteiről, amely akkoriban nem keltett nagyobb érdeklődést, de a későbbiekben Bicsérdyre hatással voltak, akit személyesen is segített annak budapesti tartózkodása idején. Számos egyéb könyvet és publikációt is kiadott a magyarok eredetére vonatkozólag. 
1897-ben Kairóba utazott tanulmányútra, majd 1899–1901 között Londonban tartózkodott és a British Museumban kutatott a magyar őstörténetre vonatkozólag. 
1908–1909 között államköltségen, másfél éven át, Párizs, München, Berlin, Szentpétervár, London és Liverpool, majd 1911-től, egy éven át, ismét Egyiptom és Párizs könyvtáraiban búvárkodott. 
Élete végén angol nyelvtanfolyamot tartott Budapesten.

## Művei (könyvek és kéziratok – válogatás)
- Árpád népének hét törzse hún volt, reprint 2013
- Az óriás-szfinxnek hieroglif neve = hun, reprint 2001
- Nagy-Magyarország ismeretlen történelmi okmánya, 1911. Online, reprint 2001
- Hun-történelmi örökségünk
- A hiung-nu – hun azonosság földrajzi bizonyítékai
- A Magyar tudomány eredete
- Ezredéves eredetünk
- Teofülaktosz görög okmánya az ótörök államtörténelem eredetéről
- Bál Czefón = A kairói óriás-szfinx
- Nemzettörténelmünk Árpád előtt
- A világtörténelem sarkelve
- A Rohonczi Codex Ábéczéje, 1889
- Rohonczi Codex tantétel, 1892
- Ősi dicsőségünk : Ki az a magyar?, 1892
- Kazár tantétel, 1892
- Ezredéves Eredetünk, 1892
- Nemzetiségünk keresztlevele, 1892
- Hungár sarktantétel, 1893
- Hazánk elvei, 1894
- Szittya elmélet, 1894
- Táplálkozásunk törvénye, 1895
- Millenniumi örökségünk : 894-1894, 1895
- Diät-Gesetz: eine Sittenstudie, 1896
- Nagy-Magyarország baskir titka, 1901
- A Nimród-elmélet fölfedezett ismeretforrása, 1912
- Dr. Hirth Frigyes tanitása a Hiung-Nukról, 1913
- Szfinx-történelmi kutatásom, 1914